# خوان بالکلز
 خوان بالکلز (انگلیسی: Joan Balcells؛ زادهٔ ۲۰ ژوئن ۱۹۷۵) یک تنیس‌باز اهل اسپانیا است. 